# Ранг (биология)
Ранг, таксономи́ческая катего́рия — понятие биологической систематики, описывающее уровень в иерархически организованной системе живых организмов (например, класс, отряд, семейство). Несмотря на ряд проблем с использованием рангов, они продолжают применяться, поскольку именно на ранговом принципе основаны правила образования названий групп (таксонов) живых организмов, зафиксированные в номенклатурных кодексах.
| Название        | Латинское название | Пример       |
| --------------- | ------------------ | ------------ |
| Жизнь           | Biota              | Biota        |
| Домен           | Regio              | Eukaryota    |
| Царство         | Regnum             | Animalia     |
| Тип / Отдел     | Phylum             | Chordata     |
| Класс           | Classis            | Mammalia     |
| Отряд / Порядок | Ordo               | Primates     |
| Семейство       | Familia            | Hominidae    |
| Род             | Genus              | Homo         |
| Вид             | Species            | Homo sapiens |

## История
Концепция рангов в систематике восходит к концу XVII века, когда появились первые системы с разноимёнными иерархически соподчинёнными категориями. До этого говорили о родах: высших (лат. genera summa) и подчинённых (лат. genera subalterna), но не придавали разных имён родам, расположенным на разных уровнях иерархии.
Первыми авторами, которые начали использовать разные названия для соподчинённых групп разных уровней иерархии, были французский ботаник Пьер Маньоль (в 1689 году разделил растения на семейства и подчинённые им роды), его ученик Жозеф Питтон де Турнефор (в 1694 году ввёл наиболее сложную для его периода иерархию из классов, секций, родов и видов) и немецкий ботаник Августус Квиринус Ривинус (в его системе 1690 года порядки делились на роды и виды).
Практика так называемого систематического (с использованием разноимённых категорий) распределения растений, животных и минералов закрепилась к середине XVIII века, благодаря усилиям Карла Линнея и его единомышленников. В своих основных сочинениях (наибольшую известность получила Systema naturae) Линней разделил все натуралии на три царства: животных, растений и минералов. Каждое царство (regnum) делилось далее на классы (classes), порядки или отряды (ordines), роды (genera) и виды (species). Многие виды были разделены на разновидности (varietates). За этой системой соподчинённых рангов закрепилось название линнеевской иерархии.
Позднее количество рангов увеличилось, как за счёт введения новых основных рангов (из которых наиболее существенными добавлениями стали семейство, а также тип в зоологии и отдел в ботанике), так и за счёт создания системы производных рангов.
Основными рангами (англ. principal ranks) таксонов являются (от высших рангов к низшим): царство (лат. regnum), тип или отдел (лат. divisio, phylum), класс (лат. classis), отряд или порядок (лат. ordo), семейство (лат. familia), род (лат. genus), вид (лат. species).
Прочие (вторичные, неосновные) ранги (англ. secondary ranks) таксонов: триба (лат. tribus) — ранг между семейством и родом), секция (лат. sectio) и ряд (лат. series) — между родом и видом, разновидность (лат. varietas) и форма (лат. forma) — ранги ниже вида
Названия производных рангов образуются от названий основных путём добавления к ним приставок над- (super-), под- (sub-) и инфра- (infra-). Пример иерархического соподчинения основного (выделен полужирным шрифтом) и производных рангов:
- Superclassis (надкласс)
  - Classis (класс)
    - Subclassis (подкласс)
      - Infraclassis (инфракласс)

## Современное положение дел
В современной систематической номенклатуре ранги — важный технический компонент, поскольку названия таксонов одного ранга обычно образуются по одним и тем же правилам. Правила несколько отличаются в сфере действия различных номенклатурных кодексов (об особенностях см. статьи, посвящённые МКЗН, МКН, МКНП и МККиНВ), но в целом основные принципы таковы:
- Все научные названия делятся на три группы: названия родовой группы, названия видовой группы и названия группы семейства.
- Названия родовой группы (род и подрод) состоят из одного слова, грамматически это латинское или латинизированное существительное (иногда в качестве такового могут выступать произвольные комбинации букв). Пример: род Homo.
- Названия видовой группы (вид) состоят из двух слов (так называемые биномиальные названия, или биномены): имени рода и имени вида (видового эпитета). Сюда же относятся названия подвидов, состоящие из трёх слов: к биномену прибавляется имя подвида (подвидовой эпитет). Пример: вид Homo sapiens, подвид Homo sapiens sapiens.
- Названия группы семейства (надродовые таксоны от подтрибы до надсемейства в сфере действия МКЗН, от подтрибы до отдела — МКН, от подтрибы до класса — МКНП, от подсемейства до реалма — МККиНВ) состоят из одного слова, образуемого от названия типового рода путём прибавления к его основе в родительном падеже стандартизованных окончаний. Пример: Hominidae от Homo или Asteraceae от Aster.

## Проблемы
Ранговая классификация несвободна от проблем, как чисто практического, так и теоретического свойства.

### Дополнительные ранги
По мере развития знаний о разнообразии живых организмов и методов биологической систематики система живых организмов постепенно усложнялась. Для того чтобы отразить сложную структуру иерархических отношений, вводились всё новые и новые уровни иерархии, однако всё время ощущался недостаток терминов, в связи с чем различными авторами предлагались и предлагаются новые ранги (трибы, когорты, легионы и проч.), которые, однако, нельзя назвать общепризнанными.

### Иные школы систематики
Эти проблемы только усугубились во второй половине XX века с возникновением фенетики и кладистического анализа — двух школ в систематике, претендовавших на научную строгость и объективность методов. Ни из процедур оценки общего сходства, на которых основывались фенетические классификации, ни из принципов взаимно-однозначного соответствия между филогенией и системой в кладистике не следовало, что в мире живых существ могут быть выявлены универсальные объективируемые ранги иерархии таксономических категорий.
Дискуссии, развернувшиеся вокруг рангового принципа, лежащего в основе правил образования названий, привели к разработке проектов безранговых номенклатур, однако ни один из проектов до сих пор не получил всеобщего признания. Один из вариантов решения проблемы — так называемый «Филокодекс» (номенклатурный кодекс, основанный на принципах филогенетики), однако большинство зоологов и ботаников считают его неприемлемым, поскольку он находится в противоречии с общепринятыми Международным кодексом зоологической номенклатуры (МКЗН) и Международным кодексом номенклатуры водорослей, грибов и растений (МКН).
Система из двух других безранговых номенклатур — циркумскриптной и иерархической — в настоящее время используется в кладоэндезисе применительно к названиям животных, поскольку она согласуется с Международным кодексом зоологической номенклатуры.